# Barking and Dagenham
Barking and Dagenham

Vist i Greater London
| Status                | Distrikt / bydel i London    |
| Areal:                | 36,09 km²                    |
| Befolkning:           | 164.500 (2005)               |
| Befolkningstæthed:    | 4558 pr. km²                 |
| ONS-kode:             | 00AB                         |
| Adm. center:          | Becontree Heath              |
| Adm. grevskab:        | Greater London               |
| Ceremonielt grevskab: | Greater London               |
|                       |                              |
| Region:               | Greater London               |
| Hjemmeside:           | www.barking-dagenham.gov.uk/ |

Barking and Dagenham (officielt: The London Borough of Barking and Dagenham) er en bydel i Greater London. Den ligger i ydre London, i regionens nordøstlige del. Som bydel udgør den også et administrativt distrikt.
Bydelen blev oprettet i 1965 ved sammenlægningen af Barking og Dagenham, som begge lå i Essex.
Bilproducenten Fords britiske afdeling, Ford of Britain, åbnede i 1931 Europas største bilfabrik i ved Themsen i Dagenham, hvilket medførte en kraftig udvikling i området. Mange arbejdere flyttede fra slumtilstande i Londons East End til Dagenham, da Fords nye fabrik og underleverandørernes nye fabrikker åbnede i distriktet. De fleste boligområder i distriktet blev oprettet af Londons grevskabsforvaltning i mellemkrigstiden. Industrien havde nedgangstider i 1980'erne, og dette førte til at serviceerhverv blev en vigtigere del af økonomien. Pr. 2006 havde Barking og Dagenham de laveste boligpriser i Greater London.

## Steder i Barking og Dagenham
- Barking
- Becontree
- Becontree Heath
- Chadwell Heath
- Creekmouth
- Dagenham
- Marks Gate
- Rush Green